# Steven Spielberg
Steven Allan Spielberg (* 18. prosince 1946, Cincinnati, Ohio) je americký režisér, filmový producent a scenárista, komerčně nejúspěšnější filmový režisér všech dob. Patří k nejpopulárnějším režisérům filmové historie; jeho filmy Čelisti (1975), E.T. – Mimozemšťan (1982) a Jurský park (1993) vytvořily kasovní rekordy. Je spoluzakladatelem produkční společnosti DreamWorks.
Během své kariéry natočil mnoho filmů různých žánrů. Spielbergovy rané sci-fi a dobrodružné filmy se brzy staly typickými hollywoodskými trháky. V pozdější době se jeho filmy začaly zabývat humanistickými otázkami jako je holokaust (Schindlerův seznam), transatlantického obchodu s otroky (Amistad), válkou (Říše slunce, Zachraňte vojína Ryana, Válečný kůň a Most špionů) nebo terorismem (Mnichov). Mezi jeho další známé projekty patří například série filmů s Indiana Jonesem.

## Život

### Mládí a raná tvorba
Narodil se do rodiny Arnolda Meyera Spielberga (1917–2020) a jeho manželky Leah Frances Spielberg Adler, rozené Posner (1920–2017). Otec i matka byli potomky židovských vystěhovalců z Ukrajiny.
Vyrůstal na předměstích Haddonfieldu v New Jersey a Scottsdalu v Arizoně. Spielbergova díla tvoří v dějinách kinematografie samostatnou stránku – je totiž nesporně komerčním režisérem, přesto si jeho tvorba zachovává vysoký filmařský standard. Nezaměřuje se pouze na jeden filmový žánr, ale jeho filmy sahají od sci-fi, komedie, dramatu až po horor.
Poprvé na sebe upoutal pozornost ve filmu Čelisti z roku 1975. Mezi jeho další úspěšné filmy patří například série filmů s Indianou Jonesem, série Jurský park, Blízká setkání třetího druhu (1977), a E.T. – Mimozemšťan (1982). Oscara za nejlepší režii získal poprvé v roce 1994 za snímek Schindlerův seznam. Tento film také obdržel ocenění za nejlepší film. Dalšího Oscara obdržel za režii filmu Zachraňte vojína Ryana (1998).
Věnuje se i jiným odvětvím filmového průmyslu. Je úspěšným producentem a stal se spoluzakladatelem společnosti DreamWorks Pictures.

### DreamWorks
V roce 1997 založil společně s hudebním producentem Davidem Geffenem a bývalým Disneyho manažerem Jeffreym Katzenbergem společnost Dream Works SKG; založili tak čistě filmovou produkční společnost s kapitálovým vybavením odpovídajícím rozsahu koncernu v době, kdy stávající studia zanikala v nadnárodních koncernech. Nová firma s těžištěm v oblasti animovaného filmu hodlala tematicky navázat na někdejší Disneyho styl, což se jí podařilo prostřednictvím filmů Princ egyptský (1998), Slepičí úlet (2000) a Shrek (2001). Vedle trikových filmů je DreamWorks díky projektům, jako akční Peacemaker (1997) nebo filmem Woodyho Allena Hollywood v koncích (2002), momentálně aktivní ve všech filmových žánrech. Na firemním logu je vyobrazen chlapec jedoucí na půlměsíci, odkud vhazuje udici do rybníka.
Spielberg využívá celého aparátu současné iluzivní kinematografie, aby filmovým obrazům poskytl věrohodné okolí, jak říká Julia Roberts ve snímku Hook: "Thank you for believing!".
Daniel Kotheschule, Frankfurter Rundschau, 2001

### Celkový přínos
Celkový výdělek Spielbergových filmů činí 15 miliard dolarů, čímž se stal komerčně nejúspěšnějším režisérem filmové historie.

### Nadace

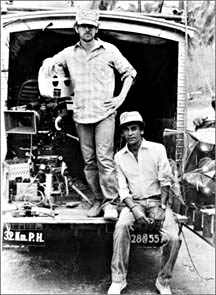
Steven Spielberg na natáčení filmu Indiana Jones na Srí Lance

Příjmy z úspěchu filmu Schindlerův seznam (1993) vytvořily kapitálový základ pro americkou nadaci Survivors of the Shoah Visual History Foundation. Cílem nadace je v co možná nejkratší době provést a veřejně zpřístupnit co možná nejvíce interview s vysoce nadanými přeživšími pamětníky holocaustu. Rychlost, standardizovaná metoda a montáž těchto interview odpovídající hranému filmu se stereotypním záběrem dotazovaných v kruhu jejich rodiny představují hlavní kritické body práce nadace, jež má sídlo v Los Angeles. Aktivita nadace zahrnuje kromě archivu také publikování na CD-ROM a různé televizní produkce, zčásti realizované významnými režiséry, jako je Andrzej Wajda.

## Režijní filmografie
- 1959 The Last Gun
- 1961 Fighter Squad
- 1961 Escape to Nowhere
- 1964 Firelight
- 1967 Slipstream
- 1968 Amblin
- 1969 Marcus Welby, M.D.
- 1970 Night Gallery
- 1971 Owen Marshall: Counselor at Law
- 1971 Psychiatři
- 1971 The Name of the Game: LA 2017
- 1971 Duel
- 1971 Columbo: Vražda podle knihy
- 1972 Něco zlého
- 1973 Savage
- 1974 Sugarlandský expres
- 1975 Čelisti
- 1977 Blízká setkání třetího druhu
- 1979 1941
- 1981 Indiana Jones a Dobyvatelé ztracené archy
- 1982 E.T. – Mimozemšťan
- 1982 Poltergeist
- 1983 Zóna soumraku
- 1984 Indiana Jones a chrám zkázy
- 1985 Purpurová barva
- 1987 Říše slunce
- 1989 Indiana Jones a poslední křížová výprava
- 1989 Navždy
- 1991 Hook
- 1993 Jurský park
- 1993 Schindlerův seznam
- 1993 "Animáci"
- 1997 Ztracený svět: Jurský park
- 1997 Amistad
- 1998 Zachraňte vojína Ryana
- 1999 The Unfinished Journey
- 2001 A.I. Umělá inteligence
- 2002 Chyť mě, když to dokážeš
- 2002 Minority Report
- 2004 Terminál
- 2005 Válka světů
- 2005 Mnichov
- 2008 Indiana Jones a království křišťálové lebky
- 2011 Tintinova dobrodružství
- 2011 Válečný kůň
- 2012 Lincoln
- 2015 Most špionů
- 2016 Obr Dobr
- 2017 Akta Pentagon: Skrytá válka (The Post)
- 2018 Ready Player One: Hra začíná
- 2021 West Side Story
- 2022 Fabelmanovi

## Ocenění
- Oscar za nejlepší režii za filmy Schindlerův seznam (1993) a Zachraňte vojína Ryana (1998)
- Zlatý glóbus za nejlepší režii za filmy Schindlerův seznam (1993) a Zachraňte vojína Ryana (1998)
- Cena BAFTA za nejlepší režii a nejlepší film za film Schindlerův seznam (1993)
- Cena Cecila B. DeMilla – 2009
- Čestný César – 1995